# Oidor (Perú)
Oidor es un caserío peruano ubicado en el distrito de San Jacinto, perteneciente a la provincia y el departamento de Tumbes, al norte del Perú. 

## Ubicación
Oidor se ubica al norte de la provincia de Tumbes, en el distrito de San Jacinto, en el departamento de Tumbes.

## Demografía
En 2017 Oidor tenía una población de 701 habitantes.
| Gráfica de evolución demográfica de Oidor entre 1993 y 2017 |
|                                                             |
| Fuentes: Población 1993 y 2017                              |